# Sadillac
Sadillac ist eine französische Gemeinde mit 102 Einwohnern (Stand 1. Januar 2022) im Département Dordogne in der Region Nouvelle-Aquitaine (vor 2016: Aquitanien). Sie gehört zum Arrondissement Bergerac und zum Kanton Sud-Bergeracois.
Der Name in der okzitanischen Sprache lautet Sadilhac, der sich von einem Landgut ableitet, das in gallorömischer Zeit einem „Satellius“ gehörte.
Die Einwohner werden Sadillacois und Sadillacois genannt.

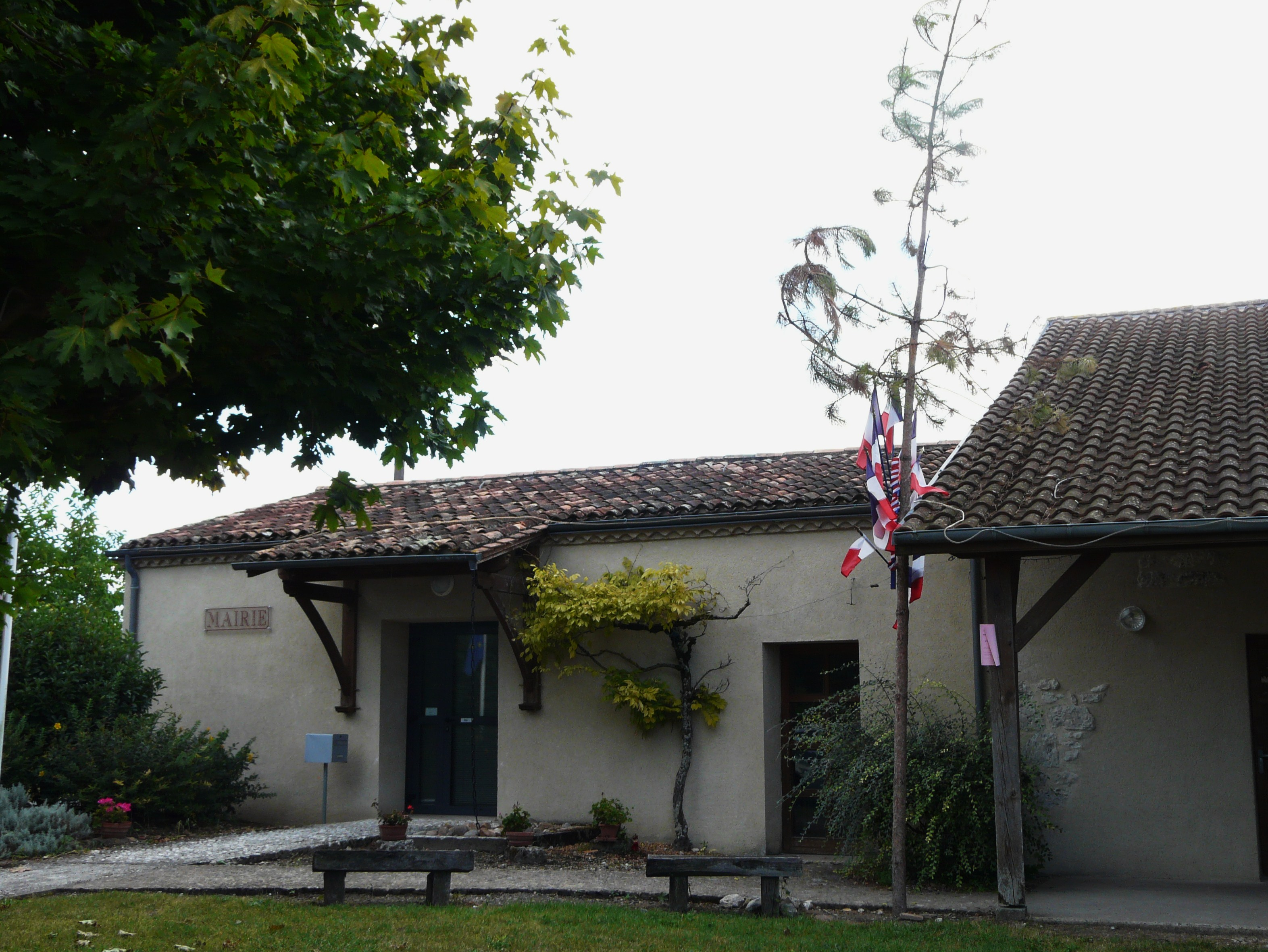
Rathaus (Mairie) von Sadillac

## Geographie
Sadillac liegt ca. 15 km südlich im Einzugsbereich (Aire urbaine) von Bergerac im Gebiet Bergeracois der historischen Provinz Périgord am südlichen Rand des Départements.
Umgeben wird Sadillac von den Nachbargemeinden:
|               | Ribagnac                                    | Bouniagues             |
| Singleyrac    | Kompassrose, die auf Nachbargemeinden zeigt | Saint-Perdoux          |
| Razac-d’Eymet |                                             | Saint-Capraise-d’Eymet |

Sadillac liegt im Einzugsgebiet des Flusses Garonne.
Der Ruisseau du Réveillou, ein Nebenfluss des Dropt, bewässert zusammen mit seinem Nebenfluss, dem Ruisseau de Bonnefin, das Gebiet der Gemeinde.

## Geschichte
Der Standort ist seit früher Zeit besiedelt, wie behauene Steine, Feuersteine, einige gallorömische Keramiken, Überbleibsel einer Villa und Sarkophage aus westgotischer Zeit belegen, die auf dem alten Friedhof gefunden wurden.
Im 10. und 11. Jahrhundert waren es Mönche, die maßgeblich die wirtschaftliche Entwicklung beeinflussten. Sadillac wurde im April 1079 erstmals erwähnt unter dem gleichen Toponym auf einer Schenkungsurkunde, ausgegeben von Wilhelm VIII., Herzog von Aquitanien, an Benediktiner der Abtei Saint-Pierre in Moissac im heutigen Département Tarn-et-Garonne. Im Gegenzug mussten die Mönche jedes Jahr eine Messe für die Eltern des Schenkers, Wilhelm V. und Agnes von Burgund, lesen. Die Mönche richteten ein Kloster ein, bauten eine Kapelle, die heutige Pfarrkirche, eine erste Stadtmauer, einen Brunnen und einen Fischteich. Sie haben Neuland erschlossen und Wald gerodet. Am 19. und 20. September 1304 besuchte der Erzbischof von Bordeaux das Dorf. Gegen 1340 wurden die Mönche durch einen Prior ersetzt, der abwechselnd vom Bischof von Sarlat oder von Agen nominiert wurde. Kurze Zeit später wurde eine zweite Stadtmauer gebaut, gerade rechtzeitig vor dem Hundertjährigen Krieg.
Am Ende des 15. Jahrhunderts wandelte ein Prior das Kloster in ein Priorat um. Am 8. August 1565 durchquerte auf dem Weg von Lauzun nach Bergerac der gesamte französische Hof die Gemeinde. Im Mai 1569 griffen protestantischen Truppen von Bergerac kommend das Dorf an. Sie machten die Häuser dem Erdboden gleich, sprengten die Kirche und bewahrten nur den südlichen Teil der Stadtmauer als Stützpunkt für eine Garnison, die im Priorat eingerichtet wurde. Sadillac hat sich nicht wieder von diesem Unglückstag erholen können. Die Kirche wurde erst zu Beginn des 17. Jahrhunderts wieder aufgebaut. Zu Beginn der Französischen Revolution, im Jahre 1792, wurde das Priorat als Nationalgut verkauft.

### Toponymie
Weitere Toponyme und Erwähnungen von Sadillac waren:
- Sadelhac (1363, Kastellanei von Bergerac, laut Schriftensammlung des Abbé de Lespine),
- Sadalhacum (Kollation von Papst Innozenz VI.),
- Sedilhac (16. Jahrhundert, Reise von Papst Clemens VII.),
- Cherchiliac, archip. de Flaviac (1648, Lehen des Bistums Sarlat),
- Sadillac (1750, 1793 und 1801, Karte von Cassini, Notice Communale bzw. Bulletin des Lois).[7][8][9]

### Einwohnerentwicklung
Nach Beginn der Aufzeichnungen stieg die Einwohnerzahl in der ersten Hälfte des 19. Jahrhunderts auf einen Höchststand von rund 250. In der Folgezeit setzte eine Phase der Stagnation ein, die die Zahl der Einwohner bei kurzen Erholungsphasen bis zur Jahrtausendwende auf rund 90 Einwohner sinken ließ, bevor eine Phase mit moderatem Wachstum einsetzte, die heute noch anhält.
| Jahr      | 1962 | 1968 | 1975 | 1982 | 1990 | 1999 | 2006 | 2010 | 2022 |
| --------- | ---- | ---- | ---- | ---- | ---- | ---- | ---- | ---- | ---- |
| Einwohner | 135  | 138  | 102  | 100  | 113  | 92   | 104  | 107  | 102  |

## Sehenswürdigkeiten

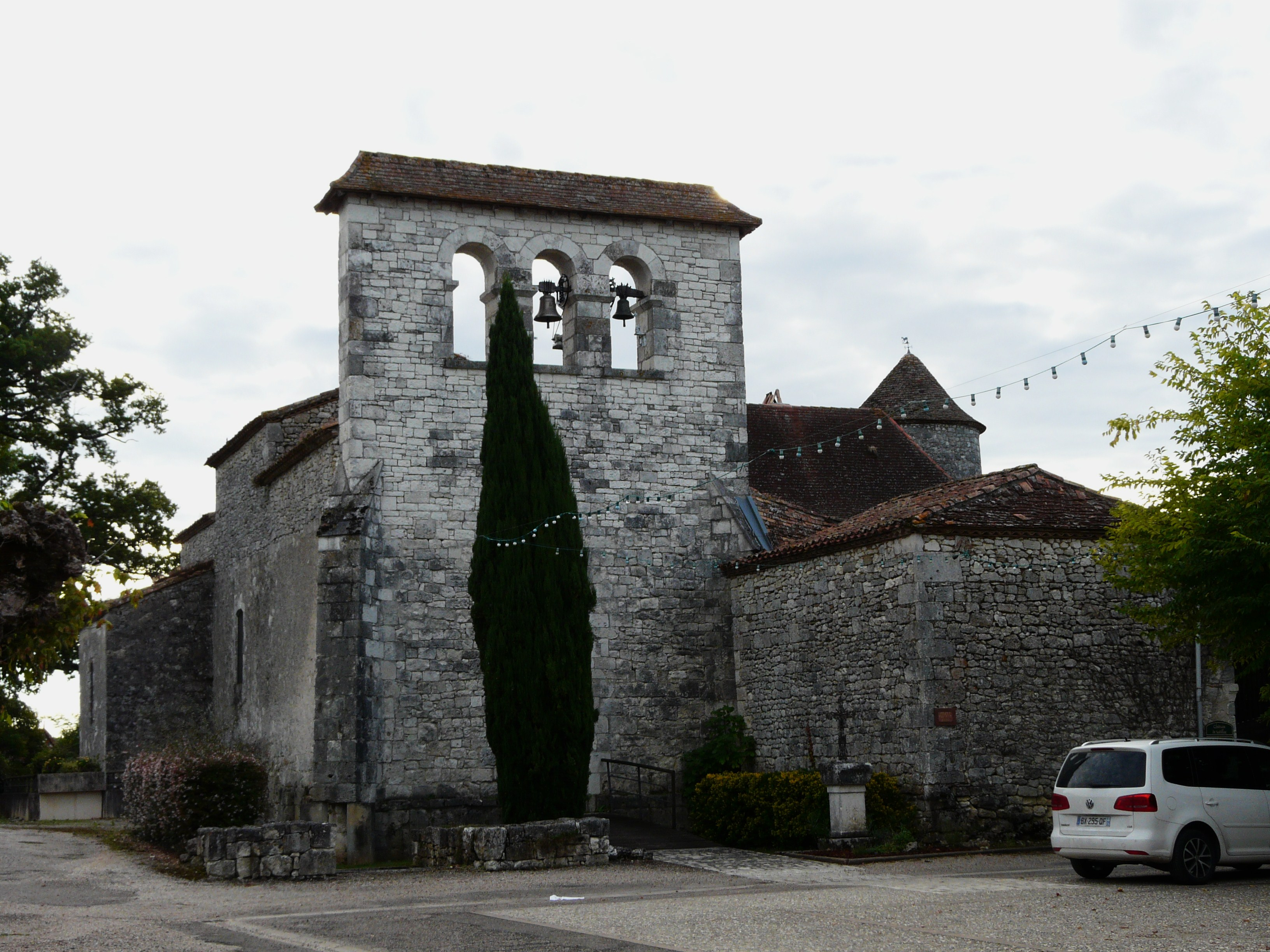
Pfarrkirche Sainte-Anne

### Pfarrkirche Sainte-Anne

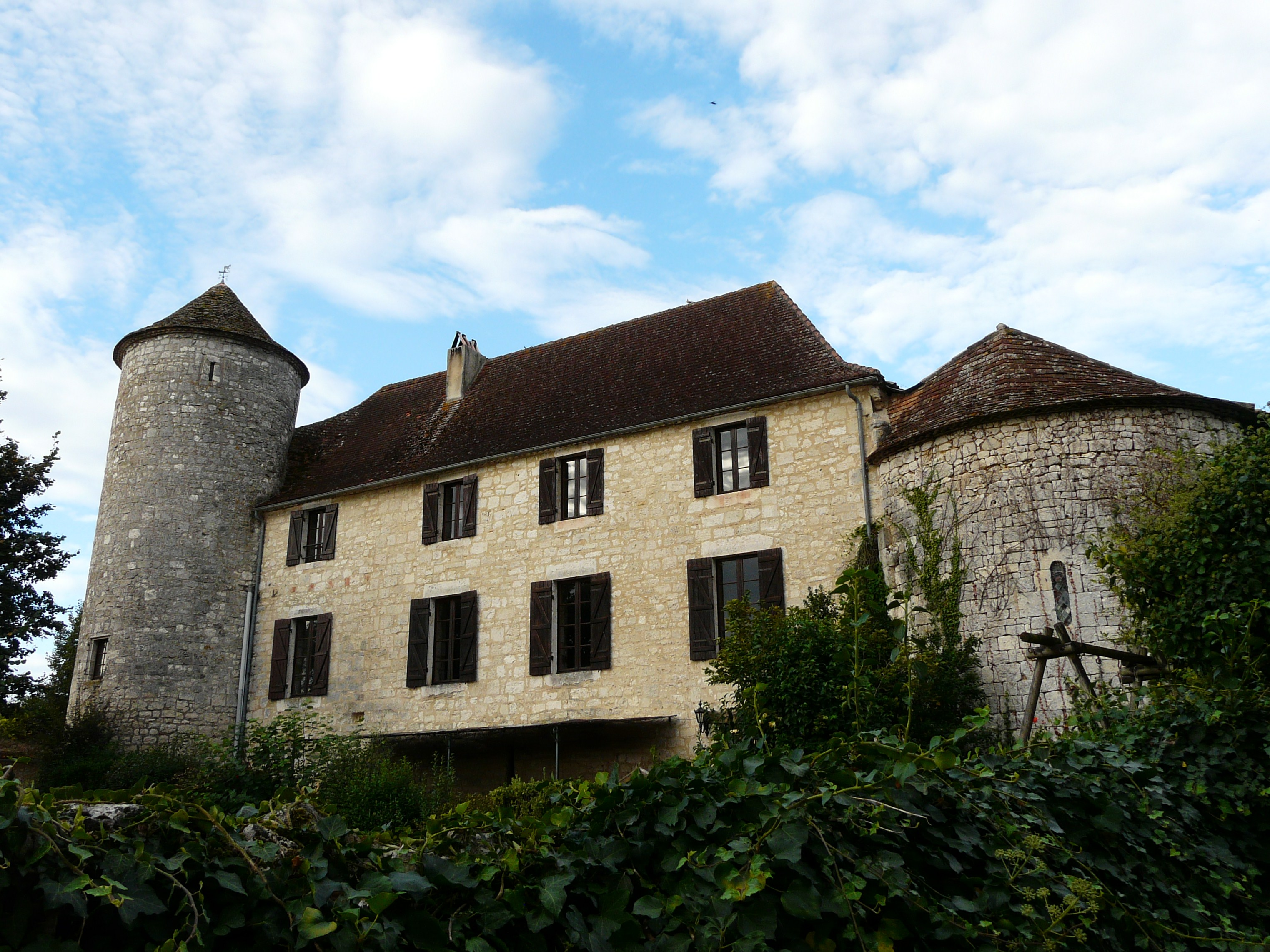
Schloss Sadillac

Es handelt sich um die Kirche des Priorats der Benediktiner, die im 12. Jahrhundert im romanischen Stil errichtet wurde. Sie unterstand der Kastellanei von Bergerac. Ihr Chor wird von einer Apsiskalotte bedacht. Links vom Chor befindet sich eine Seitenkapelle. Die Kuppel ruht auf massiven Pfeilern, deren Kapitelle bildhauerisch verschönert sind. Zu erkennen sind unter anderem Hippokampen, Eulen, menschliche Köpfe, Schlangen, Tauben mit Schlangenschwänzen, die aus einem Kelch trinken, Weintrauben, ein Pferdekopf und Fische. Der Boden ist zweimal erhöht worden, was die dreifache Schwelle beim Betreten in die Kirche erklärt. Der Glockengiebel besitzt die traditionelle Form der Kirchen der Guyenne. Im Jahre 1995 wurde er verändert, um sein heutiges Aussehen herzustellen. Die Kirche ist seit dem 24. Juni 1948 als Monument historique eingeschrieben.

### Schloss Sadillac
Das Priorat wurde im 16. Jahrhundert in der Nähe der Kirche umgebaut. Es war das Lehen der Familie Augeard, später der Familie Conti, anschließend Eigentum de Familie Venaud und der Familie Croux. Der Wohntrakt erstreckt sich von der Apsis der Kirche bis zu einem runden Turm aus dem 15. Jahrhundert. Das heutige Aussehen erfuhr das Anwesen nach dem Verkauf während der Revolution. Die Anzahl der Stockwerke wurde von drei auf zwei herabgesetzt, die Höhe des Turms wurde auf sechs Meter verkürzt und die früheren Fenster mit Sprossen aus Stein wurden ersetzt. Die Keller bergen als Überbleibsel des Priorats eine Tür aus dem 13. Jahrhundert und gotische Elemente. Das Schloss ist heute als Ferienwohnung mit einem Golfplatz eingerichtet.

### Herrenhaus Grand Caillou
Die Chartreuse ist der frühere Wohnsitz der Familie Madaillan d’Estissac, die es gegen 1485 an die Familie Fayolle übergab. Das Grundstück ist der Hauptteil des Lehens der Cailloux, das aus der Grundherrschaft der Puyredon hervorging. Das Hauptgebäude besitzt eine Breite von zwei Jochen mit einem flachen Dach. Es wird von zwei viereckigen Seitenflügeln mit spitzen Dächern eingerahmt, die mit Flachziegeln gedeckt sind. Vor den Umbauten im 18. und im 19. Jahrhundert wird das Herrenhaus sicherlich mit Tourellen und Zinnen ausgestattet gewesen sein. Es befindet sich in Privatbesitz und ist der Öffentlichkeit nicht zugänglich.

### Quelledu Levant
Sie datiert aus dem 12. Jahrhundert und ist im Inneren mit einem Tatzenkreuz verziert. In früheren Zeiten speiste die Quelle den heute zugeschütteten Fischteich. In der Nähe befindet sich eine Eiche, deren Alter auf mindestens drei- bis vierhundert Jahre geschätzt wird.

## Wirtschaft und Infrastruktur
Sadillac liegt in den Zonen AOC des Bergerac mit den Appellationen Bergerac (blanc, rosé, rouge) und Côtes de Bergerac (blanc, rouge).

### Sport und Freizeit
- Der Fernwanderweg GR 636 von Monbazillac nach Lacapelle-Biron (Département Lot-et-Garonne) führt auch durch das östliche Gebiet der Gemeinde.[17]

- Der Fernwanderweg GR 654 von Namur in Belgien über Vézelay nach Saint-Jean-Pied-de-Port führt gemeinsam mit dem GR 636 an Sadillac vorbei. Er folgt der Via Lemovicensis, einem der vier Jakobswege in Frankreich.[18]

- Am Schloss Sadillac ist ein Golfplatz mit neun Löchern und einem See, eingebettet in drei Hektar Land, angeschlossen.[13]

- Zwei Rundwege mit einer Länge von 8 km bzw. 7,2 km führt vom Zentrum durch das Gebiet der Gemeinde.[12]

### Verkehr
Die Route départementale 107 durchquert Sadillac von Nord nach Süd und verbindet die Gemeinde im Norden mit Bergerac über den Anschluss an die Route départementale 933, die ehemalige Route nationale 133.